# بوصير صوفي
البوصير الصوفي (باللاتينية: Verbascum eriorrhabdon) نوع نباتي يتبع جنس البوصير من الفصيلة الغدبية.

## الموئل والانتشار
موطنه بلاد الشام وتركيا.